# Sferni polieder
Sferni polieder v matematiki pomeni tlakovanje sfere. Na tej sferi je ploskev razdeljena z velikimi krogi na povezana področja, ki se imenujejo sferni mnogokotniki.
Najbolj znan sferni polieder je nogometna žoga, ki se jo lahko predstavlja kot prisekani ikozaeder. 
Nekateri poliedri, kot so hozoedri in njihovi duali diedri, obstajajo kot sferni poliedri, ki nimajo ravninske analogije. V spodnjih zgledih je {2, 6} hozoeder in {6, 2} njegov dualni dieder.

## Zgledi
Vsi pravilni in polpravilni poliedri se lahko projicirajo na sfero kot tlakovanje. Dani so s Schläflijevim simbolom {p, q} ali s sliko oglišč (a.b.c,....):
| (p q r)                | {p,q} | (q.2p.2p) | (p.q.p.q) | (p. 2q.2q) | {q,p} | (q.4.p. 4) | (2r.2q.2p) | (3.r.3.q.3.p) |
| ---------------------- | ----- | --------- | --------- | ---------- | ----- | ---------- | ---------- | ------------- |
| tetraedrski (3 3 2)    | {3,3} | (3.6.6)   | (3.3.3.3) | (3.6.6)    | {3,3} | (3.4.3.4)  | (4.6.6)    | (3.2.3.3.3.3) |
| oktaedrski (4 3 2)     | {4,3} | (3.8.8)   | (3.4.3.4) | (4.6.6)    | {3,4} | (3.4.4.4)  | (4.6.8)    | (3.2.3.3.3.4) |
| ikozaedrski (5 3 2)    | {5,3} | (3.10.10) | (3.5.3.5) | (5.6.6)    | {3,5} | (3.4.5.4)  | (4.6.10)   | (3.2.3.3.3.5) |
| diedrski (6 2 2) zgled | {6,2} | (2.12.12) | (2.6.2.6) | (6.4.4)    | {2,6} | (2.4.6.4)  | (4.4.12)   | (3.2.3.2.3.6) |